# Henrietta Ebert
Henrietta Ebert   (Kirchmöser, 15 de gener de 1954) és una ex-remadora alemanya que va competir durant la dècada de 1970.
El 1976 va prendre part en els Jocs Olímpics de Mont-real, on guanyà la medalla d'or en la competició del vuit amb timoner del programa de rem. En el seu palmarès també destaquen dues medalles d'or i una de plata al Campionat del món de rem i una d'or al Campionat d'Europa de rem.